# Luftangriff auf die Gestapozentrale Oslo (1942)
Der Luftangriff auf die Gestapozentrale Oslo (1942) wurde am 25. September 1942 mit vier De Havilland DH.98 Mosquito der Royal Air Force (RAF) auf die Gestapozentrale in Oslo geflogen, die sich im Gebäudekomplex Victoria Terrasse befand. Eine Maschine wurde dabei abgeschossen. Vier Bomben trafen das Ziel, wobei eine nicht zündete und die weiteren drei das Haus durchschlugen und Nachbargebäude zerstörten. 80 Zivilisten wurden verwundet oder getötet. Die norwegische Exilregierung in London beschwerte sich bei der Britischen Regierung.
Von britischer Seite wurde der Angriff als Erfolg gewertet, da er einen Aufmarsch der Quisling-Anhänger störte und den norwegischen Widerstand moralisch unterstützte. Die gemachten Erfahrungen flossen in spätere Präzisionsangriffe ein.